# Braden Schneider
Braden Schneider, född 20 september 2001 i Prince Albert i Saskatchewan, är en kanadensisk professionell ishockeyback som är kontrakterad till New York Rangers i National Hockey League (NHL) och spelar för Hartford Wolf Pack i American Hockey League (AHL). Han har tidigare spelat för Brandon Wheat Kings i Western Hockey League (WHL).
Schneider draftades av New York Rangers i första rundan i 2020 års draft som 19:e spelare totalt.

## Statistik
| 2014–2015  | Prince Albert Raiders | SAAHL      | 27  | 6  | 14 | 20  | 55 | 9  | 1 | 2 | 3 | 8  |
| 2015–2016  | Prince Albert Raiders | SAAHL      | 30  | 7  | 13 | 20  | 26 | 3  | 1 | 3 | 4 | 2  |
|            | Prince Albert Mintos  | SMAAAHL    | 2   | 0  | 1  | 1   | 0  | 2  | 0 | 0 | 0 | 0  |
| 2016–2017  | Prince Albert Mintos  | SMAAAHL    | 35  | 12 | 19 | 31  | 73 | 6  | 0 | 0 | 0 | 23 |
|            | Brandon Wheat Kings   | WHL        | 1   | 0  | 0  | 0   | 0  | 3  | 0 | 1 | 1 | 0  |
| 2017–2018  | Brandon Wheat Kings   | WHL        | 66  | 1  | 21 | 22  | 16 | 11 | 0 | 6 | 6 | 4  |
| 2018–2019  | Brandon Wheat Kings   | WHL        | 58  | 8  | 16 | 24  | 26 | —  | — | — | — | —  |
| 2019–2020  | Brandon Wheat Kings   | WHL        | 60  | 7  | 35 | 42  | 42 | —  | — | — | — | —  |
| 2020–2021  | Brandon Wheat Kings   | WHL        | 22  | 5  | 22 | 27  | 12 | —  | — | — | — | —  |
|            | Hartford Wolf Pack    | AHL        | 2   | 0  | 1  | 1   | 0  | —  | — | — | — | —  |
| 2021–2022  | New York Rangers      | NHL        | 1   | 1  | 0  | 1   | 0  | —  | — | — | — | —  |
|            | Hartford Wolf Pack    | AHL        | 24  | 0  | 9  | 9   | 10 | —  | — | — | — | —  |
| NHL totalt | NHL totalt            | NHL totalt | 1   | 1  | 0  | 1   | 0  | —  | — | — | — | —  |
| AHL totalt | AHL totalt            | AHL totalt | 26  | 0  | 10 | 10  | 10 | —  | — | — | — | —  |
| WHL totalt | WHL totalt            | WHL totalt | 207 | 21 | 94 | 115 | 96 | 14 | 0 | 7 | 7 | 4  |

### Internationellt
| Källa: Uppdaterad: 2022-01-14 | Källa: Uppdaterad: 2022-01-14 | Källa: Uppdaterad: 2022-01-14 |         | Utv = Utvisningsminuter | Utv = Utvisningsminuter | Utv = Utvisningsminuter | Utv = Utvisningsminuter | Utv = Utvisningsminuter |
| År                            | Lag                           | Mästerskap                    | Matcher | Mål                     | Assists                 | Poäng                   | Utv                     |                         |
| ----------------------------- | ----------------------------- | ----------------------------- | ------- | ----------------------- | ----------------------- | ----------------------- | ----------------------- | ----------------------- |
| 2018                          | Kanada                        | Hlinka Gretzky                | 5       | 0                       | 0                       | 0                       | 4                       |                         |
| 2019                          | Kanada                        | U18-VM                        | 7       | 2                       | 1                       | 3                       | 2                       |                         |
| 2021                          | Kanada                        | JVM                           | 6       | 1                       | 2                       | 3                       | 25                      |                         |
| 2021                          | Kanada                        | VM                            | 9       | 0                       | 1                       | 1                       | 0                       |                         |
| Junior totalt                 | Junior totalt                 | Junior totalt                 | 18      | 3                       | 4                       | 7                       | 31                      |                         |
| Senior totalt                 | Senior totalt                 | Senior totalt                 | 9       | 0                       | 1                       | 1                       | 0                       |                         |